# 5i12-rörelsen
5i12-rörelsen (alt. Fem i tolv-rörelsen) grundades 1988 i Härnösand och är en organisation som arbetar mot främlingsfientlighet och rasism, för mänskliga rättigheter och alla människors lika värde. Organisationen delar varje år ut 5i12-priset. Organisationen beskrivs  som en antirasistisk kampanj.

## Organisationens grundare och förgrundsgestalter
5i12-rörelsen grundades i Härnösand hösten 1988 genom att en grupp människor samlades på torget för att protestera mot de rasistiska stämningarna i staden, som kulminerade i slutet av 1980-talet med korsbränningar och brandbomber mot en flyktingförläggning. Mötena ägde alltid rum klockan fem i tolv, för att visa att det är sent, men inte för sent för att göra något åt situationen.[källa behövs]
En av initiativtagarna var 17-åriga Sara Westin, som engagerat sig starkt i flyktingarna som kommit till Härnösand. När hon och en vän mördades av en av flyktingarna den 2 september 1989, var det hennes far Stig Wallin som tog över det Sara Westin startat.  
Stig vägrade att lägga skulden på alla invandrare för något som en person gjort. Och han återkom ofta till något som prästen sa vid Saras begravning: ”Om vi inte fortsätter hennes arbete, dödar vi henne på riktigt”.[källa behövs]
Jasenko Omanović tog senare över ordförandeskapet efter att ha suttit med i 5i12:s styrelse sedan 1996.[källa behövs]

## Manifestation 5/12
Varje år den 5 december sedan 2003 genomför 5i12-rörelsen en manifestation i Sveriges riksdag mot främlingsfientlighet och rasism.

## 5i12-priset

### 2013
5i12-priset 2013 gick till artisten Jason Diakité, känd som Timbuktu, med motiveringen: "Han har visat hur man både i ord och toner kan förena ett stort artisteri med ett personligt engagemang i viktiga samhällsfrågor. Han har även genom konkret handling gjort många värdefulla humanitära insatser över världen". Priset delades ut i Riksdagshuset. Prisutdelningen bojkottades av riksdagens talman Per Westerberg (moderaterna).
Det lokala 5i12-priset gick till Härnösandsbon Tomas Sundqvist för "att han under många år genom ett starkt och uthålligt arbete gjort ovärderliga insatser för ensamkommande flyktingbarn och -ungdomar från hela världen".